# 天保口岸
天保口岸（てんぽう-こうがん）は中華人民共和国雲南省文山チワン族ミャオ族自治州麻栗坡県天保鎮とベトナムハザン省ヴィースエン県タイントゥイ社の間に位置する出入国検査場。

## 概要
1993年2月6日、国務院により国家一類口岸に指定され、1993年6月20日に正式開放された。道路は、G246国道と 国道2号線 (ベトナム)で接続されている。
また、ベトナムとの国境としては、広西チワン族自治区憑祥市の友誼関もあり、鉄道においては中国鉄路南寧局集団公司・湘桂線によりランソン省カオロック県ドンダン市鎮と接続されている。

## 雲南省内における他の国境施設
- モーハン口岸（雲南省・シーサンパンナ・タイ族自治州・勐臘県）
- 打洛口岸（雲南省・シーサンパンナ・タイ族自治州・勐海県）
- 瑞麗口岸（雲南省・徳宏タイ族チンポー族自治州・瑞麗市）